# Бодлив тръногръб гущер
Бодливите тръногръби гущери (Acanthosaura armata) са вид влечуги от семейство Агамови (Agamidae).
Разпространени са в горите на Югоизточна Азия. Достигат обща дължина от 22 сантиметра, като мъжките са малко по-едри. Макар да прекарват повече време по дърветата, те се хранят главно с наземни безгръбначни.